# Gaston Roelants
Gaston Roelants (Opvelp, 5 de fevereiro de 1937) é um ex-atleta belga, campeão olímpico dos 3000 metros com obstáculos e corredor de cross-country de nível internacional.

## Carreira
Após uma participação modesta nos Jogos Olímpicos de Roma, em 1960, ele ganhou a medalha de ouro nos Jogos de Tóquio, em 1964 e no ano seguinte estabeleceu um novo recorde mundial para a prova, 8min 26s. Após conquistar a medalha de bronze no Campeonato Europeu de Atletismo de 1966, Roelants passou a se dedicar a distâncias mais longas, estabelecendo recordes mundiais para os 20 km e para a corrida de uma hora naquele mesmo ano, melhorando as duas marcas em 1972. Do fim dos anos 1960 até 1974 participou também de maratonas.
Com um carreira de bastante sucesso também no cross-country, ele venceu quatro campeonatos mundiais desta prova, entre 1962 e 1972, chegando nove vezes entre os dez primeiros colocados num período de quinze anos de disputas.
Roelants teve uma carreira atlética longa, chegando a conquistar cinco títulos mundiais em diversas distâncias na categoria de veteranos, após os quarenta anos.
No Brasil, ele foi um foi um dos maiores vencedores da Corrida de São Silvestre, vencendo a prova por quatro vezes: 1964, 1965, 1967 e 1968.
Foi recordista mundial dos 3000 metros com obstáculos entre 1963 e 1968.